# Братоножићи
Братоножићи су српско племе у области Брда, у Црној Гори. Убрајају се међу седам брдских племена. Племенска област Братоножића обухвата подручје између Мораче, Мале Ријеке и Црне планине. Почетком 20. вијека бројало је око 400 домова.
Братоножићи се спомињу први пут 1455. међу племенима Горње Зете. Горњи дио племена се зове Брскут. Земљиште је крашко и сиромашно водом. Клима је у јужном дијелу средоземна.
Историјска документа попут писма Ивана Радоњића из 1789, показују да су Црногорци били сматрани Србима, као и да Бањани, Кучи, Пипери, Зећани, Васојевићи и Братоножићи нијесу сматрани за Црногорце.
Знамените личности из Братоножића:
- Владар Јован Стефанов Балевић - Шћепан Мали
- Владарска династија Обреновићи
- Поп Дарман Јованов Проговић
- Свети владика Николај Велимировић
- Вуксан Радашинов Братоножић
- Војвода Пејо Станојев Баљевић
- Војвода Павић Матијашев Баљевић
- Војвода Милош Зогов Станишић
- Војвода Лако Вукалев Вукаловић
- Лука Вукаловић
- Трипко Вукаловић
- Момчило Ђујић
- Војвода Милан Светозаров Добрашиновић
- Сердар Вуко Милошев Митровић - Премовић
- Сердар Бошко Милутинов Беговић
- Харамбаша Гиља Голубов Браковић
- Хајдук Илија Пунов Вучељић
- Племенски Капетан поп Радоје Симов Секуловић
- Племенски Капетан Вуксан Мушикин Грујић
- Потпуковник Видак Паунов Ђељевић - Вучевић
- Командант Беша Ђељев Вучевић
- Командант поп Никола Радојев Секуловић
- Командант Ново Спасојев Гиљић - Браковић
- Командант Лука Марков Стаматовић
- Барјактар Ђоко Спасојев Јовановић
- Барјактар Паун Ћетков Секуловић